# Episodi di Sposati... con figli (terza stagione)
La terza stagione della serie televisiva Sposati... con figli è stata trasmessa in anteprima negli Stati Uniti d'America dalla Fox tra il 6 novembre 1988 e il 27 agosto 1989.
| nº | Titolo originale                       | Titolo italiano | Prima TV USA     | Prima TV Italia |
| -- | -------------------------------------- | --------------- | ---------------- | --------------- |
| 1  | He Thought He Could                    |                 | 6 novembre 1988  |                 |
| 2  | I'm Going to Sweatland                 |                 | 20 novembre 1988 |                 |
| 3  | Poke High                              |                 | 27 novembre 1988 |                 |
| 4  | The Camping Show                       |                 | 11 dicembre 1988 |                 |
| 5  | Dump of My Own                         |                 | 8 gennaio 1989   |                 |
| 6  | Her Cups Runneth Over                  |                 | 15 gennaio 1989  |                 |
| 7  | The Bald and the Beautiful             |                 | 29 gennaio 1989  |                 |
| 8  | The Gypsy Cried                        |                 | 5 febbraio 1989  |                 |
| 9  | Requiem for a Dead Barber              |                 | 12 febbraio 1989 |                 |
| 10 | I'll See You in Court                  |                 | 18 giugno 2002   |                 |
| 11 | Eatin' Out                             |                 | 19 febbraio 1989 |                 |
| 12 | My Mom, the Mom                        |                 | 26 febbraio 1989 |                 |
| 13 | Can't Dance, Don't Ask Me              |                 | 18 marzo 1989    |                 |
| 14 | A Three Job, No Income Family          |                 | 2 aprile 1989    |                 |
| 15 | The Harder They Fall                   |                 | 25 marzo 1989    |                 |
| 16 | The House That Peg Lost                |                 | 9 aprile 1989    |                 |
| 17 | Married... with Prom Queen (Part 1)    |                 | 23 aprile 1989   |                 |
| 18 | Married... with Prom Queen: The Sequel |                 | 30 aprile 1989   |                 |
| 19 | The Dateless Amigo                     |                 | 7 maggio 1989    |                 |
| 20 | The Computer Show                      |                 | 14 maggio 1989   |                 |
| 21 | Life's a Beach                         |                 | 21 maggio 1989   |                 |
| 22 | Here's Looking at You, Kid             |                 | 27 agosto 1989   |                 |